# Otto Deiters
Pour les articles homonymes, voir Deiters.
Otto Friedrich Karl Deiters (15 novembre 1834 - 5 décembre 1863) est un neuroanatomiste allemand. Il est né à Bonn, a étudié à l'Université de Bonn, où il a passé la majeure partie de sa carrière. Il est connu pour ses recherches microscopiques sur le cerveau et sur la moelle épinière.
Vers 1860, Deiters apporta la description la plus précise de la cellule nerveuse qui existe à cette époque. Il identifie la cellule axonémale, qu'il nomme alors "axis cylinder" ou axone, et ses dendrites, qu'il classe parmi les cellules protoplasmiques (en). Il postule que les dendrites doivent fusionner pour constituer un réseau continu.
Son nom est associé au noyau de Deiters, aussi appelé noyau latéral vestibulaire, ou cellule de Deiters, qui est associée aux cellules ciliées de la cochlée dans l'oreille interne. Deiters meurt en 1863 de fièvre typhoïde à l'âge de 29 ans. Après sa mort, ses travaux concernant les cellules nerveuses de la moelle épinière furent édités et publiés par l'anatomiste allemand Max Schultze (1825-1874).

## Ouvrages
- Untersuchungen über die Lamina spiralis membranacea (1860), (incluant le traité sur la cellule de Deiters)
- Untersuchungen über Gehirn und Rückenmark des Menschen und der Säugethiere : (édité par Max Schultze) - Braunschweig : Vieweg, (1865)